# Loi des Jennifer (Connecticut)
La loi des Jennifer est une loi de l'État américain du Connecticut qui étend la définition de la violence domestique pour inclure le "contrôle coercitif". La loi est associée aux noms de Jennifer Magnano et Jennifer Farber Dulos, victimes de féminicide.

## Protagonistes

### Jennifer Magnano
Jennifer Magnano est tuée par balle devant ses enfants le 18 août 2007. Son mari, Scott Magnano avait reçu l'ordre de ne pas s'approcher du domicile où vivaient sa femme et leurs trois enfants. Le meurtre se produit alors que le couple est en plein divorce et se dispute la garde des enfants.
Scott Magnano se suicide par la suite. Les enfants de Jennifer Magnano ont contribué à faire adopter la loi qui porte son nom.

### Jennifer Dulos
Jennifer Dulos est portée disparue depuis le 24 mai 2019. Comme dans l'affaire Jennifer Magnano, sa disparition intervient au milieu d'une procédure de divorce et de garde d'enfants qui comprend alors des allégations de comportement abusif de la part de son mari de l'époque, Fotis Dulos.
La bataille pour la garde des enfants est en cours depuis deux ans. Une audience est en attente concernant la sécurité des cinq enfants du couple. Arrêté pour meurtre, Fotis Dulos se suicide par asphyxie au monoxyde de carbone, avant une audience d'urgence en amont du procès. 

## Décision historique
Le projet de loi est initialement présenté lors de la session 2020, cependant écourtée par l'Assemblée générale du Connecticut, en raison de la pandémie de Covid-19. Le projet de loi est réintroduit en mars 2021 par la sénatrice de l’État du Connecticut, Alexandra Kasser.
Un certain nombre d'organisations et de survivants de violences conjugales, dont la comédienne américaine Evan Rachel Wood, témoignent en faveur du projet de loi. Les témoins racontent leurs propres expériences sur la façon dont l'abus de pouvoir et de contrôle par leurs partenaires domestiques les ont affectés.
Le projet de loi est promulgué le 28 juin 2021 par le gouverneur du Connecticut, Ned Lamont,. La sénatrice Alexandra Kasser, a plus tard révélée avoir elle-même été victime du type d'abus visé cette loi.

## Dispositions de la loi
La loi élargie la définition de la violence domestique de l'État pour inclure le contrôle coercitif, qui est défini comme suit : un comportement à l'égard d'une personne qui est, ou a été, un partenaire intime ou un membre de la famille ou du foyer, et qui provoque la peur ou le mal chez cette personne ou limite sa liberté d'action.
Les exemples de comportement que la loi qualifie de contrôle coercitif ne comprennent pas seulement la violence physique ou la menace de violence physique, mais aussi :
-         le harcèlement et le cyberharcèlement
-         le fait d’isoler une personne de sa famille, de ses amis et d'autres sources de soutien
-         le fait de priver une personne des ressources dont elle a besoin pour être indépendante
-         le contrôle manipulateur des activités d'une personne.
Selon Suzanne Adam, directrice exécutive du Domestic Violence Crisis Center de Stamford, dans le Connecticut, la loi fait également du contrôle coercitif un motif d'ordonnance restrictive, et d'autres protections dans les affaires de relations familiales portées devant les cours supérieures. Elle établit des subventions pour les personnes à faibles revenus qui demandent des ordonnances restrictives. Elle apporte également un certain nombre d'autres changements destinés à aider les personnes qui ont recours aux tribunaux pour se protéger de leurs agresseurs,.